# Transeje

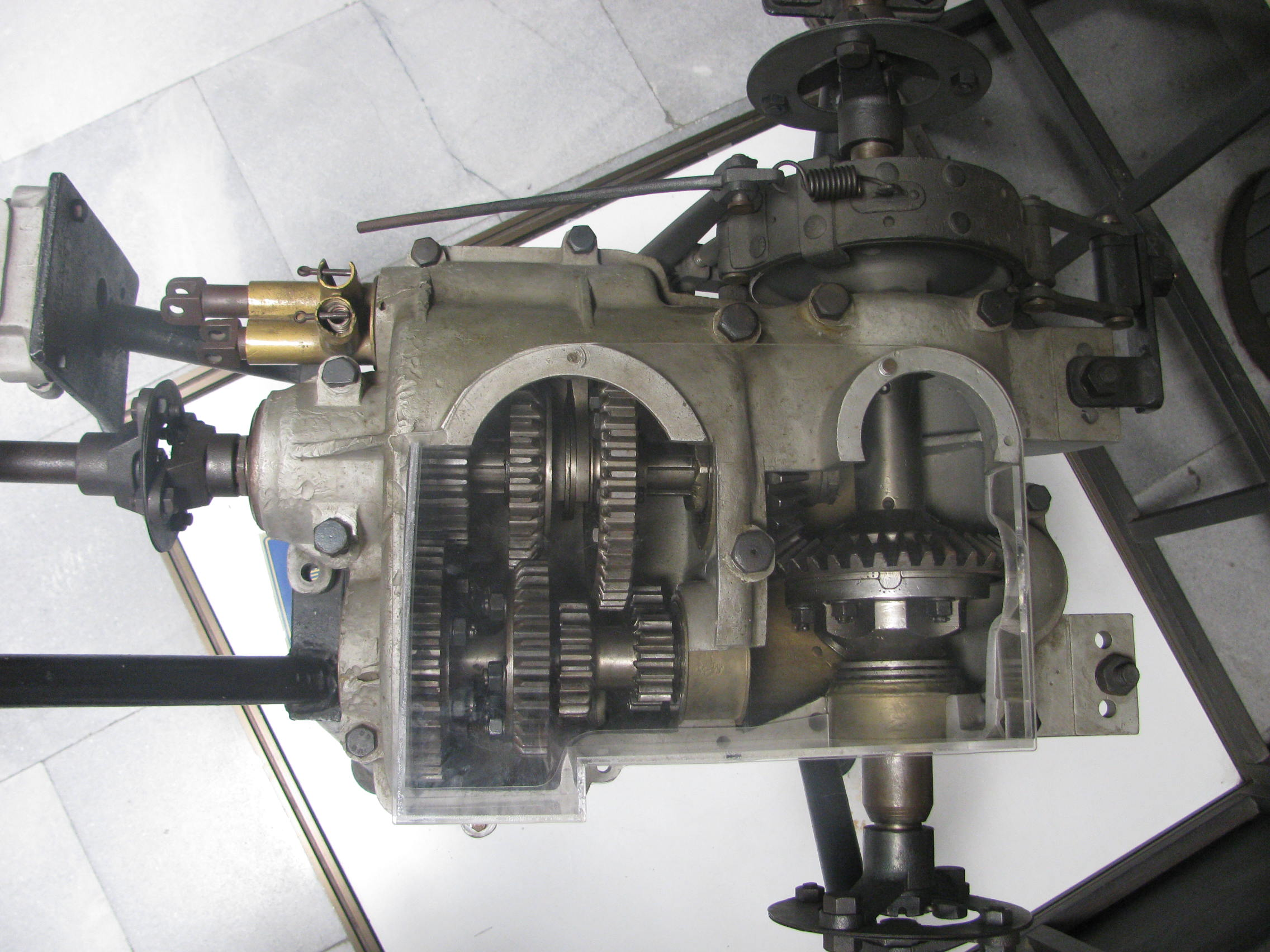
Transeje de un automóvil Csonka de 1908.

En automoción, un transeje, neologismo resultado de la unión de transmisión y eje, (en inglés, transaxle), es un componente mecánico básico que combina las funciones de la caja de cambios, del diferencial y de componentes asociados al eje motriz en una sola unidad. En vehículos híbridos puede incluir además el combinado generador/motor de arranque y el motor de tracción eléctrico.
Los transejes son casi universales en todas las configuraciones motrices en las que el motor esté ubicado junto al eje donde se produce la tracción tales como motor delantero y tracción delantera, motor trasero y tracción trasera y motor central y tracción trasera:
Hay vehículos con el motor trasero y tracción trasera que utilizan un motor transversal (p.e el Honda NSX) del mismo modo que muchos vehículos con el motor y la tracción delantera utilizan también motor transversal. Cuando se utiliza un motor longitudinal sin embargo se habla de una estructura en "t", habitual en motores traseros como en el caso Ferrari Mondial t de 1989, diseño que la marca sigue utilizando. Igualmente en los vehículos de tracción delantera el motor puede situarse en posición delantera longitudinal dando también lugar a una estructura en t, presente por ejemplo en muchos Renault hasta los años 90 o en las plataformas premium del grupo Volkswagen.

## Transejes en vehículos con motor delantero y tracción trasera
Los vehículos con motor delantero y tracción trasera tienden a tener la caja de cambios inmediatamente detrás del motor, pero en ocasiones el movimiento del cigüeñal se transmite directamente mediante un eje de transmisión a un transeje trasero. Esta disposición favorece la distribución de pesos entre ambos trenes por lo que se utiliza generalmente en modelos deportivos. Otra ventaja es que de este modo el árbol de transmisión gira a la velocidad del motor, no teniendo que soportar un elevado par de torsión en marchas cortas. Su aplicación a gran escala se inició con el Škoda Popular de 1934 y posteriormente con Lancia Aurelia de 1950, diseñado por el legendario Vittorio Jano.
Como no es posible acoplar la caja de cambios a un eje rígido por el enorme peso no suspendido que supondría, los conjuntos caja de cambios/diferencial en el tren posterior van fijados al chasis del vehículo, formando parte del peso suspendido en combinación con una suspensión trasera independiente o un eje De Dion (por ejemplo, en la marca Alfa Romeo). Una rara excepción a esta regla fueron los bugatti T46 y T50, que montaban una caja de cambios de tres velocidades acoplada directamente a un eje rígido.
El Nissan GT-R es un ejemplo único en la utilización de motor delantero y transeje trasero en combinación con tracción a las cuatro ruedas, en este caso el transeje contiene también un diferencial central que envía potencia de vuelta hacia el tren delantero mediante un segundo árbol de transmisión paralelo. 

Ejemplos de vehículos con motor delantero y tracción trasera que utilizan un transeje:
- 1898@–1910 De Dion Bouton
- 1914@–1939 Stutz Bearcat
- 1929@–1936 Bugatti Tipo 46
- 1934@–1944 Škoda Popular
- 1950@–1958 Lancia Aurelia
- 1951@–1956 Pegaso Z-102
- 1957@–1970 Lancia Flaminia
- 1959@–1963 DAF 600
- 1961@–1963 Pontiac Tempest
- 1964@–1968 Ferrari 275
- 1963@–1968 Ferrari 330
- 1968@–1973 Ferrari 365 GTB/4 "Daytona"
- 1972@–1987 Alfa Romeo Alfetta, GTV y GTV6
- 1976@–1988 Porsche 924
- 1976@–1991 Volvo 300 series
- 1977@–1985 Alfa Romeo Giulietta
- 1978@–1995 Porsche 928
- 1982@–1995 Porsche 944 y Porsche 968
- 1984@–1987 Alfa Romeo 90
- 1985@–1992 Alfa Romeo 75
- 1989@–1991 Alfa Romeo SZ/RZ
- 1992@–2003 Ferrari 456
- 1996@–2005 Ferrari 550/575M
- 1997@–2004 Chevrolet Corvette C5
- 1997@–1999 Panoz Esperante GTR-1
- 1997@–2002 Plymouth Prowler
- 1998@–2005 Shelby Serie 1
- 2003@–fecha Aston Martin DB9
- 2004@–2009 Cadillac XLR
- 2004@–2013 Chevrolet Corbeta C6
- 2004@–2011 Ferrari 612 Scaglietti
- 2004@–2012 Maserati Quattroporte
- 2005@–fecha Aston Martin V8 Vantage
- 2006@–2012 Ferrari 599 GTB Fiorano
- 2007@–2010 Alfa Romeo 8C Competizione
- 2007@–fecha Maserati GranTurismo/GranCabrio
- Ferrari de 2008 fechas California/de California T
- 2009@–2012 Lexus LF-Un
- 2010@–fecha Aston Martin Rapide
- 2010@–2013 Mercedes-Benz SLS AMG
- Ferrari de 2011 fechas Ss
- 2012@–fecha Aston Martin Vanquish
- Ferrari de 2012 fechas F12berlinetta
- 2013@–fecha V8 Supercars[1]
- 2014@–datar Chevrolet Corbeta C7
- Mercedes de 2014 fechas-AMG GT

## Transejes en vehículos con motor trasero y tracción trasera
Volkswagen y posteriormente Porsche hicieron uso extensivo de transejes en T en sus vehículos con motor trasero. Sin embargo el origen del concepto se remonta al Rumpler Tropfenwagen de 1921 con motor central-trasero en el que el motor se situaba por delante del eje trasero, en una posición utilizada actualmente por muchos vehículos deportivos. Mercedes-Benz por su parte estudió el desplazamiento del motor a la parte posterior del vehículo, dando lugar a los Mercedes-Benz Heckmotor, antecedente directo junto con el Tatra T97 de la saga Volkswagen Escarabajo.
- 1921@–1925 Rumpler Tropfenwagen
- 1930@-1939 Mercedes-Benz Heckmotor (Tipos W17/W25D, W23 y W28)
- 1935@-1936 Mercedes-Benz 150 con motor central-trasero ( tipo W30)
- 1936@-1939 Tatra T97
- 1938@–2003 Volkswagen Escarabajo
- 1940@–1945 Volkswagen Kubelwagen (Tipo 82)
- 1941@–1944 Volkswagen Schwimmwagen (Tipo 166)
- 1948@–1965 Porsche 356
- 1950@–presente Volkswagen Tipo 2
- 1955@–1974 Volkswagen Karmann Ghia
- 1960@–1969 Chevrolet Corvair[2]
- 1961@–1973 Volkswagen Tipo 3
- 1963@–presente Porsche 911
- 1964@–1969 Škoda 1000 MB
- 1965@–1969, 1976 Porsche 912
- 1968@–1974 Volkswagen Tipo 4
- 1969@–1976 Porsche 914 (mid-engined)
- 1969@–1980 Škoda 100, Škoda 110 R
- 1971-1978 Maserati Bora
- 1971-1992 De Tomaso Pantera
- 1975@–1989 Porsche 930
- 1976@–1990 Škoda 105, Škoda 120, Škoda 130, Škoda Garde, Škoda Rápido (1984)
- 1981@–1982 DMC DeLorean
- 1998@–presente Smart Fortwo (Tipo 450, 451 y 453)
- 2003@-2005 Smart Roadster
- 2013@–presente Praga R1 (mid-engined)
- 1980 Ferrari Mondial Con el motor en posición central transversal
- 1989 Ferrari Mondial T  Con el motor en posición central longitudinal

## Transejes en vehículos con tracción en las cuatro ruedas
Todos los Audi con motor longitudinal y sistema de tracción en las cuatro ruedas quattro -además de productos asociados del grupo Volkswagen como el SEAT Exeo- comparten la misma disposición motriz mediante un transeje. Este va montado inmediatamente detrás del motor, también en posición longitudinal y contiene la caja de cambios (manual, automática, DSG, o CVT), junto con el diferencial central, el diferencial delantero y la transmisión delantera. 
Otros ejemplos de transejes en vehículos de tracción en las cuatro ruedas:
- 1984–1986 Ford RS200 @– mid-engined, con el gearbox en el frente;
- 1989-2001 Mitsubishi 3000GT - frente engined, gearbox (transmisión, frente y centro diff) en el frente;
- 2007–presente: Nissan GT-R @– frente-engined, con el gearbox en el trasero.